# Emakumeen Euskal Bira

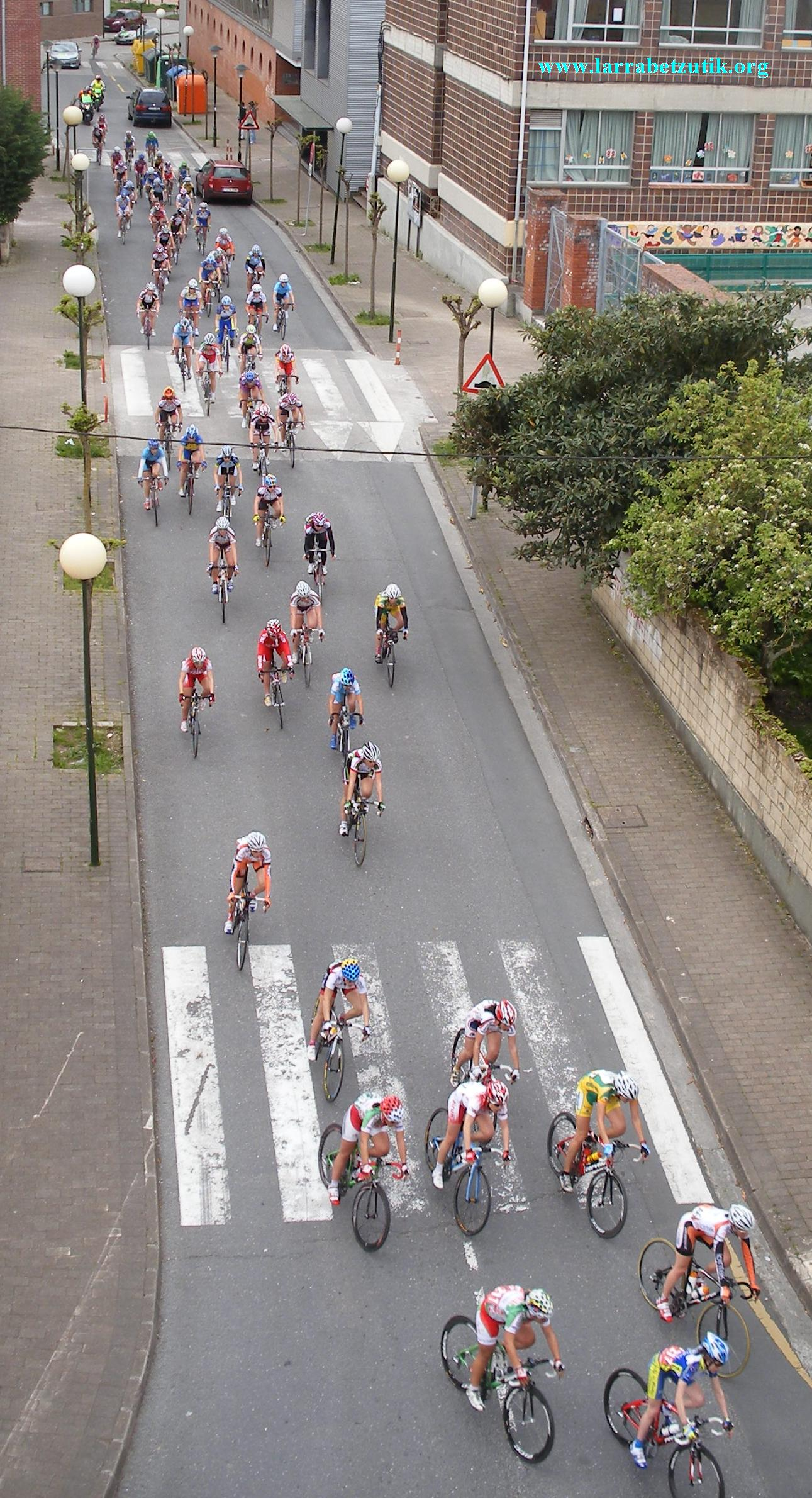
Iurreta-Emakumeen Bira no 2010

A Emakumeen Euskal Bira (também conhecida como a Volta Feminina ao País Basco)é uma carreira ciclista feminina profissional por etapas espanhola, que se disputa tradicionalmente em Biscaia (ocasionalmente com etapas no resto do País Basco ou Navarra).
Como o seu próprio nome indicava sempre começa em Yurreta (Iurreta), às vezes inclusive com várias etapas com início e final em dito município. A maioria de etapas costumam disputar-se no leste de Biscaia (comarcas do Duranguesado, Lea-Artibai, Busturialdea e Arratia-Nervión).
A prova foi organizada pela S.C. Iurreta até 2008 inclusive, passando desde então a ser organizada por um organismo independente e específico chamado Iurreta Emakumeen Bira Ziklista Kirol Elkartea que posteriormente também criou sendos ciclistas femininos como o cadete CAF Transport Engineering (em 2014) e o elite -sem limitação de idade- BZK Emakumeen Bira (em 2015).

## História
Criou-se em 1988 como amador, por isso a maioria de ganhadoras têm sido espanholas, apesar disso aos poucos anos começaram a participar corredoras profissionais de primeiro nível de facto em seu palmarés destacam as ciclistas mais importantes do momento. No 2004 começou a ser completamente profissional na categoria 2.9.1 (máxima categoria do profissionalismo para carreiras por etapas femininas) renomeando-se essa categoria em 2005 pela 2.1 mantendo a carreira dito status (ainda que em 2013, depois da introdução da categoria 2.hc, ficou num segundo degrau mas só nesse ano já que essa categoria superior só existiu nesse ano 2013). Com respeito a seus nomes até 2006 foi chamada Emakumeen Bira, depois Iurreta-Emakumeen Bira até que em 2012 se renomeou pelo nome actual.
Até o 2015 disputou-se em meados de junho dois dias após a Durango-Durango Emakumeen Saria -desde esse 2015 só um dia depois- e quatro dias após o G. P. Cidade de Valladolid (desaparecida em 2012), no entanto devido à criação do UCI WorldTour Feminino em 2016 passou em meados de abril para garantir uma boa participação e aproveitar parte da logística televisiva da Volta ao País Basco. Ademais, utilizou o mesmo formato da Volta ao País Basco. A modo de «protesto» por não estar no UCI WorldTour Feminino nas redes sociais utilizou o nome de WWT Euskal Emakumeen BIRA (WWT = Women´s World Tour).
Nesse 2016 viu-se envolvida numa pequena polémica ao mostrar em seu cartaz publicitário à ganhadora do ano anterior, Katarzyna Niewiadoma, lançando um beijo, pelo que foi chamado de sexista -a outra imagem que aparecia no mesmo era a coleta de Jessie Daams-. Ainda que a grande maioria das ciclistas não detectaram sexismo no cartaz o Instituto Basco da Mulher, Emakunde, deu razão às queixas da associação Anderebide pelo que o cartaz foi retirado. Outras associações de mulheres não viram sexismo nele.

### Percurso
Sempre tem tido 4 etapas, às vezes alguma com duplo sector. Até que desde o 2015, devido à introdução de etapa prólogo, passou a ter um dia mais de competição pelo que provocou que não tenha nenhum dia de descanso entre esta e a Durango-Durango Emakumeen Saria.

## Palmarés

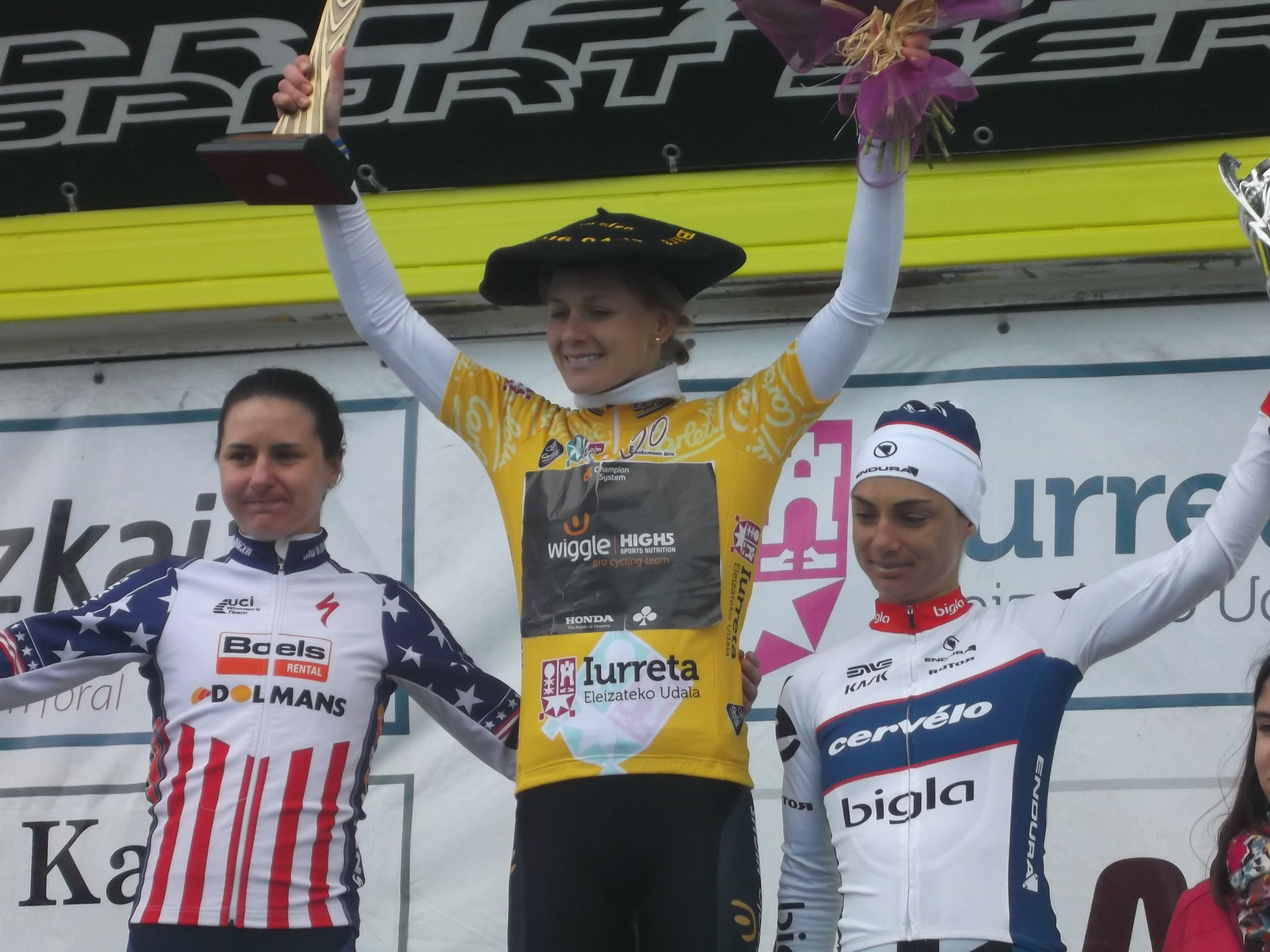
Emakumeen Euskal Bira 2016: Guarnier (2.ª), Johansson (1.ª) & Moolman (3.ª).

| Ano                           | Vencedor               | Segundo                   | Terceiro               |
| ----------------------------- | ---------------------- | ------------------------- | ---------------------- |
| Emakumeen Bira edições amador |                        |                           |                        |
| 1988                          | Imma de Carlos         | Consuelo Álvarez          | Joane Somarriba        |
| 1989                          | María Mora             | Conchita Carballeda       | Raquel Aberasturi      |
| 1990                          | Josune Gorostidi       | Consuelo Álvarez          | Margarita Fullana      |
| 1991                          | Joane Somarriba        | Ainhoa Artolazábal        | Josune Gorostidi       |
| 1992                          | Lenka Ilavská          | Alena Barillová           | Teodora Ruano          |
| 1993                          | Alena Barillová        | Lenka Ilavská             | Ildiko Paczova         |
| 1994                          | Alena Barillová        | Élisabeth Chevanne-Brunel | Maria Tsal             |
| 1995                          | Jeannie Longo          | Lenka Ilavská             | Tatjana Kaverina       |
| 1996                          | Teodora Ruano          | Lenka Ilavská             | Joane Somarriba        |
| 1997                          | Hanka Kupfernagel      | Alessandra Cappellotto    | Diana Rast             |
| 1998                          | Hanka Kupfernagel      | Lenka Ilavská             | Ita Kryjanovskaia      |
| 1999                          | Hanka Kupfernagel      | Joane Somarriba           | Valentina Gerasimova   |
| 2000                          | Joane Somarriba        | Daniela Veronesi          | Fany Lecourtois        |
| 2001                          | Leontien van Moorsel   | Tetyana Styazhkina        | Zinaida Stahurskaya    |
| 2002                          | Edita Pučinskaitė      | Eneritz Iturriaga         | Zinaida Stahurskaya    |
| 2003                          | Mirjam Melchers        | Olga Sljussarewa          | Jolanta Polikevičiūtė  |
| edições profissionais         |                        |                           |                        |
| 2004                          | Joane Somarriba        | Mirjam Melchers           | Fabiana Luperini       |
| 2005                          | Swetlana Bubnenkowa    | Trixi Worrack             | Mirjam Melchers        |
| 2006                          | Fabiana Luperini       | Susanne Ljungskog         | Nicole Brändli         |
| 2007                          | Susanne Ljungskog      | Marianne Vos              | Nicole Brändli         |
| Iurreta-Emakumeen Bira        |                        |                           |                        |
| 2008                          | Marianne Vos           | Tatiana Guderzo           | Luise Keller           |
| 2009                          | Judith Arndt           | Claudia Häusler           | Mara Abbott            |
| 2010                          | Claudia Häusler        | Annemiek van Vleuten      | Judith Arndt           |
| 2011                          | Marianne Vos           | Emma Johansson            | Judith Arndt           |
| Emakumeen Euskal Bira         |                        |                           |                        |
| 2012                          | Judith Arndt           | Emma Johansson            | Annemiek van Vleuten   |
| 2013                          | Emma Johansson         | Elisa Longo Borghini      | Evelyn Stevens         |
| 2014                          | Pauline Ferrand-Prévot | Marianne Vos              | Anna van der Breggen   |
| 2015                          | Katarzyna Niewiadoma   | Ashleigh Moolman Pasio    | Emma Johansson         |
| 2016                          | Emma Johansson         | Megan Guarnier            | Ashleigh Moolman Pasio |
| 2017                          | Ashleigh Moolman Pasio | Annemiek van Vleuten      | Katrin Garfoot         |
| 2018                          | Amanda Spratt          | Annemiek van Vleuten      | Anna van der Breggen   |
| 2019                          | Elisa Longo Borghini   | Amanda Spratt             | Soraya Paladin         |

## Palmarés por países
| País          | Vitórias |
| ------------- | -------- |
| Espanha       | 7        |
| Alemanha      | 6        |
| Países Baixos | 4        |
| Eslováquia    | 3        |
| Suécia        | 3        |
| França        | 2        |
| Itália        | 2        |
| Lituânia      | 1        |
| Rússia        | 1        |
| Polónia       | 1        |
| África do Sul | 1        |
| Austrália     | 1        |